# Referendum in Romania del maggio 2007
Il referendum per la messa in stato di accusa del Presidente della Romania Traian Băsescu si tenne il 19 maggio 2007.
Nel febbraio 2007 i principali partiti che accusavano il capo di Stato di aver violato la Costituzione avviarono le procedure parlamentari per il suo impeachment. Il 19 aprile 2007 le camere decretarono la sospensione temporanea del presidente dall'incarico. La ratifica della revoca, così come previsto dalle norme in vigore, era a delegata un referendum popolare, che ebbe luogo il 19 maggio 2007.
In attesa della celebrazione del voto, tra il 20 aprile e il 19 maggio 2007 la funzione di presidente della Romania fu assunta ad interim dal presidente del senato Nicolae Văcăroiu.
Secondo i dati l'affluenza alle urne si attestò al 44,45%. Quasi il 75% degli elettori si espresse contro la destituzione del presidente, che poté tornare in carica.
Si trattò del primo referendum di questo tipo nella storia della Romania. Il successivo, mirato nuovamente all'impeachment di Traian Băsescu, ebbe luogo nel luglio 2012.

## Contesto storico
Nel 2004 il leader del Partito Democratico (PD), Traian Băsescu, fu eletto alla presidenza della Romania. Questi indicò come nuovo primo ministro Călin Popescu Tăriceanu, presidente del Partito Nazionale Liberale (PNL). Alle elezioni parlamentari del 2004 i due partiti avevano concorso in una coalizione chiamata Alleanza Giustizia e Verità (DA). Il 29 dicembre 2004 il governo Tăriceanu I, composto da DA e dai partner minori del Partito Umanista Rumeno e dell'Unione Democratica Magiara di Romania, ottenne il voto di fiducia delle camere.
Il 14 giugno 2005 il primo ministro pose la fiducia in parlamento su un pacchetto di riforma della giustizia. Il 6 luglio 2005, però, la Corte costituzionale della Romania si espresse su un ricorso presentato da 140 parlamentari del Partito Social Democratico (PSD), dichiarando incostituzionali diversi punti del piano sulla giustizia proposto dal governo.
Il presidente Băsescu avanzò l'ipotesi delle dimissioni del governo in modo da forzare elezioni anticipate e permettere la formazione di una più solida maggioranza e, perciò, evitare eventuali nuovi blocchi da parte dell'opposizione. Tăriceanu, inizialmente d'accordo con il piano proposto, tornò sui propri passi rinunciando all'idea delle dimissioni, reclamando la necessità di doversi concentrare sulla ricostruzione delle aree flagellate dalle inondazioni dell'estate 2005. L'evento segnò l'inizio di una serie di conflitti tra presidente della Romania e primo ministro su ogni aspetto della vita politica.
Tra gli argomenti di contrasto vi furono la proposta del ritiro delle truppe rumene dall'Iraq avanzata dal primo ministro e respinta da Băsescu (giugno 2006), la sospensione del ministro della difesa da parte del presidente (settembre 2006), la nomina del commissario europeo della Romania (dicembre 2006), il respingimento delle nomine da parte di Tăriceanu dei ministri per i rapporti con il parlamento (aprile 2006) e degli esteri (febbraio 2007). Băsescu, inoltre, non lesinò accuse di corruzione all'indirizzo dei membri del governo, in un clima reso teso da altri conflitti tra le due cariche dello Stato su temi quali le leggi sulla sicurezza nazionale, la riforma della sanità, l'adozione della legge sul lustrismo e la revisione della costituzione.
Al culmine delle dispute, il 1º aprile 2007 il primo ministro escluse il Partito Democratico dal consiglio dei ministri e stabilì la nascita di un nuovo governo di minoranza composto da PNL e UDMR. Il governo Tăriceanu II entrò in carica in seguito al voto di fiducia del parlamento del 3 aprile 2007 grazie al sostegno esterno del PSD.
Parallelamente al conflitto in atto tra presidenza della Romania e primo ministro, l'opposizione avviò l'iter parlamentare per l'impeachment del capo di Stato.

## Base giuridica e sistema referendario
In base alle disposizioni dell'art. 95 della Costituzione della Romania, nel caso in cui un presidente violi gravemente il testo costituzionale, il parlamento può avviare una procedura di sospensione. La richiesta deve essere avanzata da almeno un terzo dei parlamentari e, sentito il parere non vincolante della Corte costituzionale, deve essere approvata dal voto della maggioranza del numero totale di deputati e senatori, riuniti in seduta congiunta. Se la proposta è accettata dal parlamento, il presidente viene temporaneamente sospeso dalle funzioni ed entro trenta giorni viene organizzato un referendum per la ratifica popolare della sua revoca.
Il referendum era regolato dalla legge 3/2000. L'art. 10 della versione originale prevedeva la convalida del referendum per la revoca del presidente nel caso in cui avesse ottenuto la maggioranza dei voti degli iscritti alle liste elettorali. Tale previsione, tuttavia, fu modificata nel febbraio 2007 da un emendamento approvato dalla camera dei deputati con 198 favorevoli e 41 contrari. I contrari erano ascrivibili al solo Partito Democratico. Secondo la modifica la revoca era valida a maggioranza semplice, a prescindere dal numero di preferenze espresse. Il 3 maggio 2007 la Corte costituzionale, esprimendosi su un ricorso del PD, ne ammise la costituzionalità. In tal modo gli oppositori di Băsescu riuscirono ad abbassare il numero di elettori necessario per la cessazione del mandato del presidente.

## Iter parlamentare
Costituitasi il 28 febbraio 2007, la commissione era composta dai seguenti membri:
Presidente

Dan Voiculescu (senatore, PC)

Membri

Crin Antonescu (deputato, PNL)

Iusein Ibram (deputato, Min.)

Florin Iordache (deputato, PSD)

Nicolae Marian Iorga (senatore, PRM)

András Levente Máté (deputato, UDMR)

Șerban Nicolae (senatore, PSD)

Norica Nicolai (senatore, PNL)

Eugen Nicolicea (deputato, PSD)

Adrian George Scutaru (deputato, PNL)

Doru Ioan Tărăcilă (senatore, PSD)

Mihai Tudose (deputato, PSD)

Valentin Dinescu (senatore, PRM)
Il 18 gennaio 2007 il leader del PSD Mircea Geoană annunciò che il suo partito avrebbe iniziato le procedure per l'impeachment del presidente per violazioni alla costituzione. Nel mese di febbraio la dirigenza del PSD approvò il testo da sottoporre alla Corte costituzionale, che fu trasmesso anche a venti ambasciate di stati appartenenti all'Unione europea e alla NATO. Il 12 febbraio fu presentato in parlamento il documento a firma di 182 parlamentari del PSD e del Partito Grande Romania (PRM) che, formato da venticinque pagine, ricapitolava ventisette capi d'accusa. 
In risposta alle imputazioni, il 14 febbraio 2007 Băsescu si rivolse alle camere, reclamando la necessità di riformare la classe politica e rendendo nota la sua intenzione di convocare un referendum per l'adozione del sistema elettorale uninominale. 
Il 20 febbraio gli uffici permanenti delle due camere calendarizzarono il dibattito sul documento per il 28 febbraio. In quella data, su proposta del Partito Conservatore (PC), fu approvata la costituzione di una commissione d'inchiesta (258 favorevoli, 76 contrari e 21 astenuti) presieduta dal leader del PC Dan Voiculescu e composta da quattordici membri. Il PD rinunciò al seggio destinatogli, per cui vi parteciparono tredici parlamentari. Il 21 marzo 2007 la commissione ultimò la relazione, che fu approvata con 8 voti favorevoli e 4 astenuti, mentre uno dei componenti non prese parte alla seduta poiché si trovava all'estero. 
Il 5 aprile 2007 la Corte costituzionale emanò il proprio parere non vincolante, affermando che non ravvisava gravi elementi di violazione della costituzione e, quindi, per una procedura di sospensione. 
Nonostante l'opinione dei giudici costituzionali, le segreterie di PSD, PRM e PC diedero indicazione ai propri deputati e senatori di votare a favore della sospensione di Băsescu, mentre quelle di PNL e UDMR di farlo secondo coscienza. Il solo gruppo parlamentare ad esprimersi contro fu il PD. 
Il 19 aprile le camere in seduta congiunta con 322 sì, 108 no e 10 voti nulli decretarono la sospensione temporanea di Băsescu, in attesa della celebrazione del referendum popolare. Il presidente del senato Nicolae Văcăroiu assunse ad interim anche la presidenza della Romania. Il 24 aprile il parlamento stabilì che il voto referendario si sarebbe svolto il 19 maggio 2007.

## Capi d'accusa
Secondo il rapporto di circa 700 pagine redatto dalla commissione d'inchiesta e approvato dal parlamento il 19 aprile 2007, Băsescu era colpevole di diciannove capi d'accusa:
- Violazione dell'imparzialità politica, con l'abbandono del ruolo di mediatore previsto dalla costituzione.
- Sviamento della volontà popolare in occasione delle elezioni del 2004, poiché il PSD era stato il primo partito, ma il presidente aveva nominato un premier in area PNL.
- Ingerenza sulle attività del parlamento connessa ai tentativi di sostituire i presidenti delle due camere.
- Creazione di un'atmosfera di instabilità politica tale da causare una crisi di governo.
- Affermazioni lesive e offensive per le istituzioni dello Stato.
- Pressioni sui direttori dei servizi di intelligence in modo da spingerli alle dimissioni, malgrado la competenza di nomina e revoca ricadesse su parlamento e governo.
- Assunzione del diritto di iniziativa legislativa con la creazione della Comunità nazionale delle informazioni (CNI).
- Tentativi di sostituirsi al governo.
- Creazione di organismi ad hoc paralleli alle istituzioni riconosciute costituzionalmente.
- Partecipazione abusiva a sedute di governo cui non aveva diritto.
- Rifiuto ingiustificato delle nomine dei ministri per le relazioni con il parlamento e degli esteri, proposti dal primo ministro.
- Violazione dell'indipendenza della magistratura, con l'indicazione delle inchieste da gestire in modo prioritario.
- Pressioni sulla magistratura, con la minaccia del varo di misure speciali nel caso in cui i procuratori non avessero presentato le dimissioni.
- Esternazioni sull'attività dei giudici nella promozione di alcuni decreti di grazia.
- Offese alla Corte costituzionale.
- Ammissione dell'utilizzo di intercettazioni illegali.
- Mancata presentazione della strategia nazionale di difesa.
- Favoritismo verso determinati operatori economici.
- Iniziative personali in politica estera in assenza di previa consultazione con il parlamento.

## Quesito
Il quesito referendario recitava:

## Posizioni dei partiti
| Posizione | Partito politico | Partito politico                      | Partito politico | Note   |
| --------- | ---------------- | ------------------------------------- | ---------------- | ------ |
| Sì        |                  | Partito Social Democratico            | PSD              | [ 23 ] |
| Sì        |                  | Partito Conservatore                  | PC               | [ 23 ] |
| Sì        |                  | Partito Grande Romania                | PRM              | [ 23 ] |
| Sì        |                  | Partito Nazionale Liberale            | PNL              | [ 15 ] |
| Sì        |                  | Unione Democratica Magiara di Romania | UDMR             | [ 24 ] |
| No        |                  | Partito Democratico                   | PD               | [ 12 ] |
| No        |                  | Partito Liberale Democratico          | PLD              | [ 12 ] |
| No        |                  | Partito Nuova Generazione             | PNG              | [ 25 ] |
| No        |                  | Partito Civico Magiaro                | PCM              | [ 26 ] |

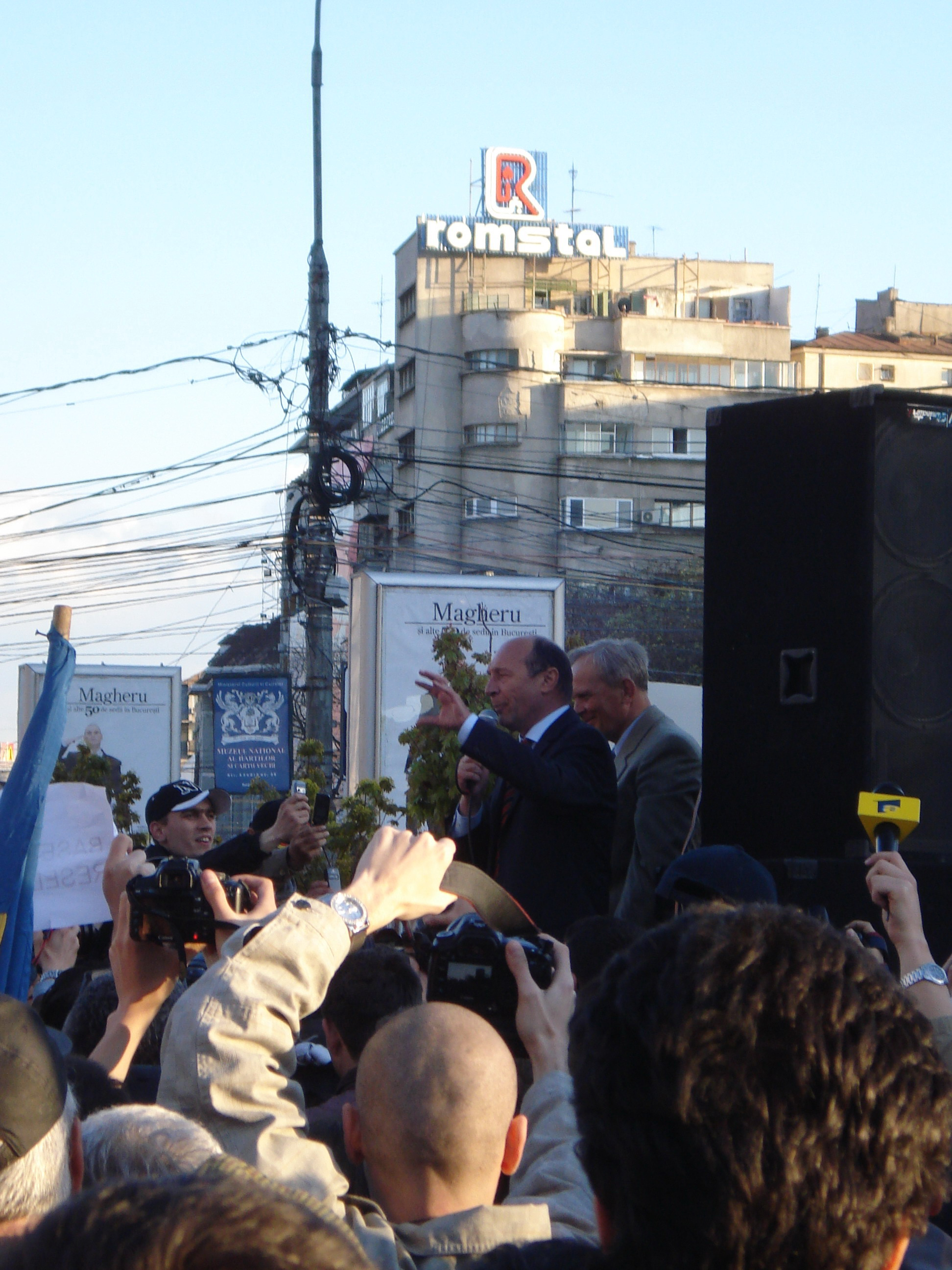
Traian Băsescu e Theodor Stolojan durante una manifestazione a Bucarest nell'aprile 2007.

Il 17 aprile 2007, due giorni prima della votazione parlamentare finale, Băsescu dichiarò che, nel caso in cui il suo impeachment fosse stato approvato, avrebbe presentato in ogni caso le proprie dimissioni prima del referendum, minacciando una nuova sfida alle urne. Il 19 aprile, però, tornò sui propri passi dichiarando che la decisione avrebbe provocato una crisi politica prolungata fino all'estate e che il parlamento era al lavoro per preparare una legge che ne avrebbe impedito la candidatura. 
Sostenuto dal PD e dal Partito Liberale Democratico (partito minore nato da una scissione del PNL), Băsescu perseguì una campagna dai toni duri, sostenendo di essere in lotta per il popolo contro un sistema politico oligarchico rappresentato dai 322 parlamentari che avevano votato per la sua sospensione. Il 22 aprile organizzò una manifestazione di fronte al Palazzo del Parlamento, cui parteciparono anche l'ex ministro della giustizia Monica Macovei e l'ex primo ministro Theodor Stolojan, in cui affermò che nel caso di una sua vittoria il parlamento avrebbe meritato lo scioglimento e che avrebbe avviato un progetto di riforma costituzionale in tal senso. Le presidenze di PD e PLD ribadirono che la procedura di impeachment era un colpo di Stato mascherato da una parvenza democratica. Tra i sostenitori di Băsescu figurò anche Gigi Becali, capo del Partito Nuova Generazione, che affermò che lo avrebbe appoggiato per evitare che il paese cadesse in mano «agli oligarchi e ai comunisti».
Mentre il sostegno al «Sì» di PSD, PC e PRM fu chiaro sin dalla votazione parlamentare, il presidente del PNL Tăriceanu si espresse a favore il 26 aprile 2007. Il PNL si associò all'opposizione soprattutto per rafforzare la posizione del consiglio dei ministri, che era bersaglio delle invettive di Băsescu sulla classe politica. Anche l'UDMR si unì alla procedura avviata dai partiti d'opposizione. Secondo gli storici il partito che rappresentava la comunità magiara si espresse per l'impeachment anche a causa della scelta di Băsescu di sostenere un suo partito rivale nell'area della Transilvania, il Partito Civico Magiaro.

## Sondaggi
| Data              | Casa Sondaggistica | Campione | Si                | No                                 |        |       |       |
| ----------------- | ------------------ | -------- | ----------------- | ---------------------------------- | ------ | ----- | ----- |
| Data              | Casa Sondaggistica | Campione | 12-14 maggio 2007 | INSOMAR e Metro Media Transilvania | 12.480 | 20,9% | 79,1% |
| 7-11 maggio 2007  | CURS               | 1.001    | 30%               | 70%                                |        |       |       |
| 25-29 aprile 2007 | INSOMAR            | 1.189    | 29%               | 71%                                |        |       |       |

## Risultati

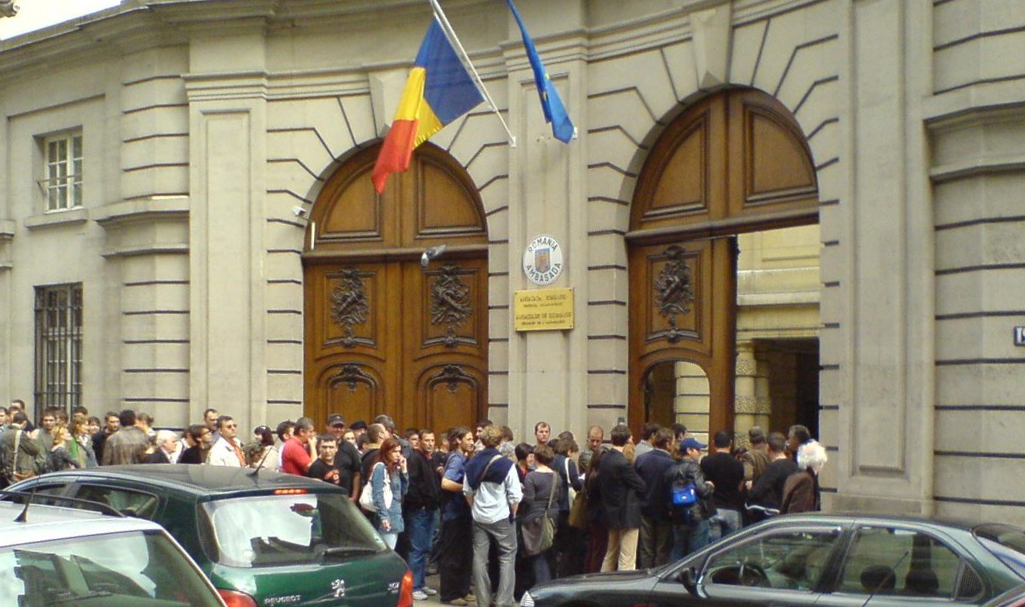
Fila di elettori all'ambasciata rumena a Parigi

| Preferenza                     | Voti       | %      |
| ------------------------------ | ---------- | ------ |
| Sì                             | 2 013 099  | 24,75% |
| No                             | 6 059 315  | 74,48% |
| Voti nulli                     | 62 858     | 0,77%  |
| Totale Voti validi             | 8 072 414  |        |
| Totale votanti / affluenza     | 8 135 272  | 44,45% |
| Aventi diritto voto            | 18 301 309 |        |
| Fonte:Biroul Electoral Central |            |        |

## Conseguenze
Băsescu festeggiò la vittoria incontrando i sostenitori in un evento a Piazza Università a Bucarest e promise di presentarsi nello stesso luogo ogni tre mesi per dare personalmente conto alla popolazione dell'attività di governo. Il proclama però non fu seguito da iniziative concrete. Il presidente rientrò in carica il 23 maggio 2007 a seguito della convalida dei risultati del referendum. La conferenza stampa organizzata al Palazzo Cotroceni, tuttavia, fu boicottata per protesta dai giornalisti a causa degli insulti razziali rivolti da Băsescu a una loro collega il 19 maggio.
Il 28 maggio il capo di Stato convocò i partiti parlamentari a consultazioni, mentre il PRM rifiutò l'invito. Băsescu sottopose alle delegazioni dei progetti per il rinnovamento della classe politica entro la fine della legislatura. Propose un piano per le elezioni anticipate, per garantire al paese una maggioranza stabile, e un programma per la riforma della costituzione e della legge elettorale.
Alla luce dei risultati del referendum, il 30 maggio 2007 si presentò in parlamento, criticando la classe politica e chiedendo le dimissioni dell'esecutivo. Nel proprio discorso di fronte agli onorevoli fece una serie di proposte per il consolidamento della democrazia in Romania, tra le quali l'introduzione del sistema elettorale uninominale, la finalizzazione della legge sul lustrismo, la riforma costituzionale per il chiarimento delle attribuzioni di presidenza, governo e parlamento, la creazione di un parlamento monocamerale, la riduzione del numero dei parlamentari, il miglioramento delle misure per la lotta alla corruzione e il varo delle leggi sulla sicurezza nazionale.